# Jim Driscoll (Leichtathlet)
Jim Driscoll (* 15. August 1965) ist ein ehemaliger US-amerikanischer Hammerwerfer.
1991 siegte er bei den Panamerikanischen Spielen in Havanna, 1993 schied er bei den Leichtathletik-Weltmeisterschaften in Stuttgart innerhalb der Qualifikation aus und 1995 wurde er Sechster bei den Panamerikanischen Spielen in Mar del Plata.
Seine persönliche Bestleistung von 74,58 m stellte er am 24. Juni 1992 in New Orleans auf.